# Apelstedt
Apelstedt ist ein Ortsteil der Stadt Bassum im niedersächsischen Landkreis Diepholz. In dem Dorf leben ungefähr 220 Einwohner.

## Geografie

### Lage
Apelstedt liegt im südlichen Bereich der Stadt Bassum, fünf Kilometer südlich vom Kernort Bassum entfernt. Zur Ortschaft Apelstedt gehören Apelstedt und Pannstedt. Westlich von Apelstedt liegt das Naturschutzgebiet Schlattbeeke.

### Nachbarorte
Apelstedt ist nur von Bassumer Ortschaften umgeben. Nachbarorte sind – von Norden aus im Uhrzeigersinn – Bassum (Zentrum), Schorlingborstel, Nienstedt und Wedehorn.

### Flüsse
Durch Pannstedt fließt die Nienstedter Beeke.

## Geschichte
Seit der Gebietsreform, die am 1. März 1974 in Kraft trat, ist die vorher selbstständige Gemeinde Apelstedt eine von 16 Ortschaften der Stadt Bassum.

## Einwohnerentwicklung
| Jahr      | 1925 | 1933 | 1939 | 1975 | 1980 | 1985 | 1990 | 1995 | 1997 | 1998 | 1999 | 2015 | 2020 |
| --------- | ---- | ---- | ---- | ---- | ---- | ---- | ---- | ---- | ---- | ---- | ---- | ---- | ---- |
| Einwohner | 303  | 272  | 249  | 328  | 322  | 328  | 301  | 286  | 277  | 273  | 266  | 242  | 218  |

## Politik
| Ortschaft Apelstedt (seit 1974) | Ortschaft Apelstedt (seit 1974) | Ortschaft Apelstedt (seit 1974) | Ortschaft Apelstedt (seit 1974) |
| Amtszeit                        | Amtszeit                        | Name                            | Partei                          |
| ------------------------------- | ------------------------------- | ------------------------------- | ------------------------------- |
| 19. September 1974              | 14. November 1988               | Heinrich Andreas                | CDU                             |
| 15. November 1988               | 15. November 2006               | Ulrike Schröder                 | CDU                             |
| 16. November 2006               | heute                           | Hans-Hagen Böhringer            | CDU                             |

## Infrastruktur

### Verkehr

#### Straßen
Apelstedt liegt an der von Bassum (Zentrum) über Sulingen und Uchte nach Minden führenden Bundesstraße 61.
Die anderen Hauptverkehrsstraßen sind weiter entfernt:
- Die Bundesautobahn 1 verläuft 21 Kilometer entfernt nordwestlich.
- Die von Bassum (Kernort) über Twistringen, Barnstorf und Diepholz nach Osnabrück führende Bundesstraße 51 verläuft nordwestlich, vier Kilometer entfernt.
- Die Bundesstraße 6 von Bremen über Nienburg nach Hannover verläuft östlich in elf Kilometer Entfernung.

In Apelstedt selbst gibt es keine Straßenbezeichnungen, sondern nur Hausnummern, nach denen sich Einwohner, Postboten, Lieferanten und Besucher orientieren müssen.

#### Bahnhöfe
Der nächstgelegene Bahnhof ist der Bahnhof in Bassum an der Bahnstrecke Wanne-Eickel–Hamburg. Von dort fahren Züge unter anderem nach Bremen, wo es größere Anschlussmöglichkeiten gibt. Apelstedt hatte früher einen eigenen Haltepunkt an der stillgelegten aber noch vorhandenen Bahnstrecke Bünde–Bassum.

#### Flughäfen
Von Apelstedt aus liegt der nächste Flughafen in Bremen.